# باشگاه فوتبال استوارتس و لویدز دربی
باشگاه فوتبال استوارتس و لویدز دربی (به انگلیسی: Stewarts & Lloyds Corby) یک باشگاه فوتبال در شهر کوربی، کشور انگلستان است که در سال ۱۹۳۵ میلادی تأسیس شده‌است.